# Увайс I
Шейх Увайс Джалаїр (араб. سلطان شیخ اویس) — джалаїрський правитель Іраку (1356—1374) й Азербайджану (1360—1374).

## Правління
1360 року Увайс зумів завоювати азербайджанські землі. Окрім того він намагався розширити свої володіння в Персії. 1364 року був змушений придушувати повстання, яке підбурив губернатор Багдада. Пізніше Увайс відбив напад Ширваншаха на Тебриз.